# Казбегский национальный парк
Казбегский национальный парк (груз. ყაზბეგის ეროვნული პარკი) — природоохранная территория, расположенная в Казбегском муниципалитете на севере Грузии. Создана в феврале 1976 года для комплексной охраны высокогорных ландшафтов, флоры и фауны. Сначала имела статус государственного природного заповедника, в 2007 году преобразована в национальный парк. Современная площадь составляет 9030 га. В Казбегском национальном парке обнаружено 1347 видов растений, из которых 26 % эндемичные, а также несколько видов животных, занесённых в Красную книгу Грузии. Парк относится к популярным объектам туризма, на его территории и в ближайших окрестностях есть много достопримечательностей Грузии (исторические сооружения) и памятников природы (ландшафтных, гидрологических, геологических). Назван в честь горы Казбек (на грузинском Казбеги) — наиболее значимой в его пределах.

## История
В 1946 году в тогдашнем Казбегском районе Грузинской ССР создали два небольших заповедника: Хевский площадью 1500 га и Девдоракский площадью 100 га. Оба они находились на территории Казбегского лесхоза, первый — в нижнем течении реки Хдисцкали, второй — в субальпийском поясе. В 1976 году на их базе создали новое природоохранное учреждение — Казбегский заповедник площадью 3841 га. Его территория охватила практически все леса почти безлесного Казбегского района. В ноябре 1986 года к заповеднику присоединили новые участки. Это были ледники вокруг вершин Куру и Шино, а также скалистые Девдоракское и Трусовское ущелья, в которых обитали серны и кавказские козлы. Таким образом, площадь охранной зоны увеличилась до 8707 га. Позже статус охраняемой территории понизили до национального парка, при этом добавили новые участки, после чего её общая площадь составила 9030 га.

## Климат
Метеорологические наблюдения в окрестностях Казбегского национального парка осуществляют в четырёх пунктах: в посёлке городского типа Степанцминда (высота над уровнем моря 1744 м), в селе Коби (1987 м), на Крестовом перевале (2395 м), в Казбегской высокогорной метеообсерватории (3653 м). Учитывая пространственную удалённость и особенно разницу высоты, вывести средние показатели для всей территории парка трудно. Так, среднегодовая температура воздуха колеблется в пределах от +4,9 °C (в Степанцминде) до −6,1 °C (в высокогорье Казбека). Средняя температура самого холодного месяца (января) колеблется, соответственно, от −5,2 °C до −15 °C; средняя температура самого тёплого месяца (августа) колеблется от +14,4 °C до + 3,4 °C. Абсолютный минимум в самой низкой точке наблюдения равен −34 °C, в самой высокой — −42 °C, абсолютный максимум, соответственно, +32 °C и 16 °C. В зависимости от высоты над уровнем моря колеблются и фенологические периоды. Так, продолжительность вегетационного периода у Степанцминды составляет 116 дней, а в высокогорье — лишь 89. Безморозный период в этих зонах продолжается 154 и 93 дня соответственно.
Помимо температуры, также существенны различия в количестве осадков — чем выше в горы, тем их больше. Например, у Казбегской обсерватории их выпадает 1404 мм в год, на Крестовом перевале — 1503 мм, в окрестностях Степанцминды только 718 мм, а в низкогорье за пределами парка вообще 642 мм. Если в низкогорье значительное количество осадков выпадает в вегетационный период, то в высокогорье основную часть составляет снег.

## География и гидрология
Казбегский национальный парк находится в историческом крае Мцхета-Мтианети, в Казбегском муниципалитете на севере Грузии. Администрация учреждения расположена в посёлке городского типа (дабе) Степанцминда. Территории вокруг парка отличаются невысокой плотностью населения, однако, испытывают сильное антропогенное воздействие (распространено скотоводство). Нижняя граница охранной зоны парка проходит на высоте 1400 м, верхняя — на уровне 3000-4100 м.
Территории Казбегского национального парка лежат на пересечении двух горных районов — Центрального и Восточного Кавказа, в пределах самого высокого в Восточной Грузии Хохского хребта. Они охватывают самый сложный в геоморфологическом смысле участок хребта — Казбегский горный массив. Массив имеет форму полукруга радиусом 11-14 км. Его образуют потухшие вулканы четвертичного периода, из которых самый известный — Казбек. На восточном склоне этой горы находится памятник неживой природы Бетлемисбери, который представляет собой природный столб из туфовой брекчии. В восточной части парка с ледника горы Зилга-Хох вытекает река Терек. Она сначала течёт между Главным Кавказским и Хохским хребтами, образуя Трусовскую котловину и вбирая в этом месте много притоков (Суатисидон, Минасидон, Деисидон и т. д.). В самой низкой точке котловины у села Коби Терек круто поворачивает на север, прорезая Хохский хребет Дарьяльским ущельем. Уклон реки в нём настолько велик, что на расстоянии нескольких километров оно снижается на 400 м, образуя каскад водопадов. В самой высокой точке Дарьяльского ущелья Терек впитывает воды Сносцкали, в самой низкой — Хдисцкали. Последний приток достоин отдельного описания, поскольку образует глубокое ущелье между Курским и Шаванским хребтами. Хдисцкальское ущелье объявлено ландшафтной достопримечательностью природы.
Гидрологическая сеть в Казбегском национальном парке очень развита. Кроме указанных выше крупных водных артерий, в этой местности есть большая река Арагви, много малых рек, ручьёв и источников, причём среди источников часто встречаются минеральные. Например, гидрологическим памятником природы объявлен источник Кетериси, расположенный возле одноимённого посёлка. Его дебит составляет 300—350 л/с. По химическому составу вода этого источника гидрокарбонатно-кальциевая нарзанного типа. Воды всех заповедных водоёмов, как минеральных, так и обычных, очень прозрачные, поскольку все реки охранной зоны имеют ледниковое питание.

## Геология и почвы
На формирование рельефа Казбегского национального парка повлияли тектонические движения, деятельность ледников, вулканическая активность в четвертичном периоде, оползни и другие эрозионные процессы. В западной части парка рядом с вулканическими формами рельефа распространены эрозионные, зато дальше на восток на Главном Кавказском хребте начинают преобладать нивальные (ледниковые) формы рельефа, крутые магматические массивы и «молодые» вулканы с незначительной степенью эрозии. Основу Казбегского горного массива составляют песчаники, которые образовались в юрском периоде, а также такие базальтовые формации, как кварцит, глинистые сланцы нижнего лиасского яруса и глинистые отложения тоарского яруса, пронизанные жилами слоистого диабаза. Частью геологии региона являются лавовые подушки. На склонах Дарьяльского ущелья образовались клифы, на стенах которых видны базальтовые разрезы и слои застывшей лавы.
Современный ледниковый покров охранной зоны составляют 30 ледников, включая долинные длиной 5-7 км. Из них наиболее известен Девдоракский ледник. Он расположен ниже других, на высоте 2300 м. Девдоракский ледник известен разрушительными оползнями, которые неоднократно перекрывали Военно-Грузинскую дорогу в Дарьяльском ущелье. Одно из таких событий произошло в августе 1832 года. Тогда лёд и сдвинутые им камни образовали естественную дамбу длиной 2 км и высотой 100 м. Плотина остановила течение Терека на три дня, потом поток накопленной воды сдвинул с места так называемый Ермоловский камень — огромный гранитный валун весом 1500 т, один из крупнейших в Восточной Европе. Движение по перекрытой дороге удалось восстановить лишь два года спустя, а весь лёд растаял только через семь лет.
Ландшафты Казбегского национального парка являются типично высокогорными и в этом отношении эталонными для природоохранных территорий Грузии. В самой низкой части парка склоны гор покрыты субальпийскими лугами, на которых кое-где растут кустарники и небольшие рябиновые и берёзовые рощи. Выше начинается альпийский пояс, луга которого имеют густой, чисто травяной покров. На высотах 3000-3600 м их заменяет бедная растительность обнажённых скал, а ещё выше начинаются вечные снега и ледники. В общем, почвы в пределах охранной зоны отличаются малой и средней мощностью, относятся к щебнистым суглинкам. В субальпийском поясе национального парка развиты горно-луговые дерновые почвы, в альпийском кроме них встречаются ещё дерново-торфянистые, а в поясе скальной растительности присутствуют только примитивные горно-луговые. Под берёзовыми субальпийскими лесами, развивающимися на делювиальных отложениях, формируются рыхлые, щебнистые, среднемощные почвы с хорошо выраженным горизонтом гумуса, зато под сосновыми лесами формируются очень сухие почвы, похожие на горно-луговые.

## Флора
Флора Казбегского национального парка отличается богатством и высоким уровнем эндемизма. На его территории описано 1347 видов растений, 26 % которых являются эндемиками. Около половины площади охранной зоны занято лесами, хотя для окружающих территорий такой высокий показатель лесистости не характерен. Практически все леса парка растут на склонах с уклоном больше чем 31°. Из 4064 га лесов наибольшую долю составляют берёзовые леса и редколесья (2617 га), также имеются сосняки (369 га), буковые леса (49 га), осинники (32 га). Из других типов растительности распространены заросли кустарников и низких деревьев: рододендрона (916 га), барбариса (28 га), облепихи (23 га), ивы (15 га), лещины (11 га) и можжевельника (4 га).
В Казбегском национальном парке выделяют пять типов берёзовых лесов. Наибольшую долю составляют разнотравные берёзовые леса, которые развиваются преимущественно на высотах 1800—2400 м. Первый ярус в таких лесах образован берёзой Литвинова и рябиной, подлесок — ивой козьей, волчьим лыком, малиной Буша, шиповниками Rosa mollis, Rosa oxyodon, Rosa pulverulenta. Как свидетельствует название этого типа леса, в его травяном покрове преобладает субальпийское разнотравье. В низшем поясе, на высотах 1700—2000 м растут злаковые берёзовые леса. В отличие от разнотравных, в первом ярусе этих лесов кроме берёз почти нет деревьев других пород, лишь кое-где встречаются единичные рябины и осины. Подлесок также значительно беднее, его образуют отдельные кусты волчьего лыка, шиповника и можжевельника. Зато травяной покров развит хорошо, в нём царят такие злаки, как ежа сборная, вейник тростниковидный и тому подобное. На участках с мощным слоем влажной почвы сформировались моховые берёзовые леса. Из древесных пород в них кроме берёзы присутствуют незначительные примеси рябины и ивы козьей, а также небольшие по площади заросли рододендрона. Этот кустарник растёт в моховых берёзовых лесах неравномерно, образуя своеобразные пятна. В наземном покрове таких берёзовых лесов травы нет, почва в этих лесах покрыта сплошным слоем мха, на котором произрастает много низких ягодных кустарничков: брусника, водяника чёрная, черника обыкновенная и кавказская. На переувлажнённых участках развиты большетравные берёзовые леса, травяной покров которых образуют растения с большими листьями, например, кремена белая и борщевик Лескова. Редчайшим типом берёзовых лесов являются рододендроновые, распространённые в высокогорье. В лесу этого типа подлесок представляет собой густые чистые заросли рододендрона, а первый ярус образуют пригнутые кривые берёзы. В берёзовых лесах всех типов незначительной примесью к берёзе Литвинова может выступать берёза Радде.
Сосняки в Казбегском национальном парке представлены на южных склонах со значительным уклоном. Сосна кавказская, будучи непритязательной породой, занимает участки с примитивными маломощными почвами. Сосняки парка бывают двух типов — смешанные и чистые. В смешанных сосняках первый ярус вместе с сосной образует берёза Радде, а наземный покров — разнотравье. В чистых сосняках спутником сосны выступает можжевельник. В сосняках обоих типов в подлеске встречаются невысокие виды ивы, боярышник, таволги городчатая и зверобоелистная, шиповник.
Казбегские буковые леса сосредоточены в Хдисцкальском ущелье. Поскольку они небольшие по площади, то относятся к одному фитоценотическому типу — разнотравному буковому лесу. В этих лесах вместе с буком растут берёза Литвинова и клён Траутфеттера, в подлеске встречаются единичные рябины. Разнотравный наземный покров в буковых лесах очень богат, в нём зачастую можно найти валериану липолистную, колокольчик широколистный, герань Роберта, овсяницу гигантскую, вейник тростниковидный, купену мутовчатую, подмаренник душистый.
С кустарниковых фитоценозов Казбегского национального парка наиболее заметны заросли рододендрона и облепихи. Рододендровые заросли развиваются в высокогорье на открытых западных и северных склонах. В формировании этой растительной группировки принимает участие рододендрон кавказский с примесью можжевельников и черники. Другие кустарниковые заросли растут преимущественно на скалистых берегах Терека. Самые большие по площади чистые участки облепихи (до 20 га) сосредоточены на южной и северо-западной окраинах дабы Степанцминда.
Фитоценозы лугового типа в Казбегском национальном парке весьма разнообразны. На самых низких высотах в субальпийском поясе луга пересечены зарослями кустарников и рощами, выше им на смену приходят кустарниковые луга, ещё выше — альпийские ковровые луга, которые в субнивальном поясе уступают растительности скал и осыпям с незначительными по площади вкраплениями альпийских растений. Перигляциальная растительность лучше всего выражена у края Девдоракского ледника. Самые богатые в флористическом отношении луга сформировались в долине Терека на речных террасах, образованных пролювием и аллювием. На переувлажнённых участках рельефа здесь можно увидеть такие типы травяной растительности, как осоково-полевичные и бобовые луга, на сухих — луковые и разнотравно-злаковые луга.
Стоит вспомнить и об отдельных объектах охраны во флоре парка. Это растения, которые являются эндемиками Кавказских гор в целом (рябина Sorbus albovii и кавказские подвиды рябины обыкновенной, груша кавказская, черника кавказская), узкие эндемики Грузии (Sorbus buschiana), а также виды, занесённые в Красную книгу Грузии (Cladochaeta candidissima, Silene pygmaea, берёза Радде, вяз шершавый, дуб крупнопыльниковый, лилия однобратственная, облепиха обыкновенная).

## Фауна
Фауна Казбегского национального парка системно не исследована, большинство наблюдений касается больших и подвижных видов, по которым удобно наблюдать с большого расстояния. К особо ценным обитателям национального парка следует отнести виды, занесённые в Красную книгу Грузии: медведя бурого (кавказского подвида), рысь евразийскую, козла кавказского, серну, беркута, сипа белоголового, тетерева кавказского, ягнятника т.д..
Из-за отсутствия в национальном парке больших по площади сплошных лесных массивов типично лесных жителей в нём не так много. Из таких видов привычными следует считать белку обыкновенную, ласку, куницу каменную, кота лесного, лисицу обыкновенную, волка, рысь и медведя бурого. Из лесных копытных в охранной зоне наблюдали только серн. На лугах замечали грызунов: полёвку обыкновенную и редкую Prometheomys schaposchnikowi («прометееву полёвку»). Впрочем, в этом поясе Казбекских гор наиболее заметны кавказские козлы и серны. Эти копытные живут совместно в схожих биотопах, стада во время кормления можно увидеть в бинокль даже с улиц Степанцминды.
Орнитофауна Казбегского национального парка насчитывает 120 видов, из которых 42 живут здесь оседло, 57 гнездятся, 4 зимуют, 16 встречаются во время сезонных перелётов, а один залётный. С оседлых птиц ценными являются курообразные. В парке обитает четыре вида этого отряда. Редким среди них признан улар кавказский. Это эндемик Главного Кавказского хребта, который в парке гнездится на альпийских лугах. Тетерев кавказский любит гнездиться в берёзовых редколесьях, также эти птицы часто наведываются в рододендроновые заросли и сенокосы, зато на пастбищах встречаются редко. Именно выпас скота вызывает уменьшение численности этой птицы. На высотах от 1300 до 3000 м обитают кеклики. Эти птицы относительно многочисленные, однако зимой спускаются ближе к человеческим поселениям, где часто становятся жертвами браконьерства. Привычная для Европы серая куропатка в Казбегском национальном парке встречается лишь эпизодически.
Традиционно пристальное внимание учёных привлекают хищные птицы. Из них наиболее многочисленные пустельги обыкновенные, канюки обыкновенные, коршуны чёрные, ястребы малые. На зимовку в охранную зону прилетает дербник. К редким пернатым хищникам относят беркута, грифа чёрного, луня лугового, сапсана, сипа белоголового, ягнятника, ястреба-тетеревятника и европейского тювика. Среди пернатых других отрядов наиболее заметны дятлы (обыкновенный, средний, зелёный, желна), которых легко услышать в лесах, каменные голуби, которые предпочитают обустраивать гнёзда в заброшенных домах и крепостях, а также альпийские галки и клушицы, которых можно увидеть в любое время года повсеместно. Среди других воробьинообразных следует упомянуть о малозаметных Phoenicurus erythrogastrus и больших чечевицах. Эти виды гнездятся в высокогорьях, куда редко наведываются люди, а зимой спускаются на кормление в облепиховые заросли в долине Терека.
Другие группы животных на территории Казбегского национального парка не исследованы. Имеются сообщения о том, что в заповедных водоёмах обитают такие земноводные, как жабы зелёные и редкие малоазиатские лягушки. Из пресмыкающихся встречается гадюка степная. На горных лугах обычно очень много бабочек, однако их видовой состав не установлен.

## Состояние экосистем
В прошлом леса Казбегского муниципалитета сильно пострадали от вырубки. Поскольку в высокогорье древесные насаждения не слишком густые и мощные, то даже умеренное уничтожение деревьев на протяжении веков привело к постепенному обезлесению региона. На момент создания заповедника на территориях современного Казбегского национального парка в его состав вошли почти все лесные участки, имеющиеся в этой местности. Установленный охранный режим, а также, в значительной степени, проведённая газификация района положили конец заготовки дров и деградации лесных массивов. Зато, постепенное развитие туристической инфраструктуры и медленный рост населения повысили спрос на продукты скотоводства, поэтому использование высокогорных пастбищ стало более интенсивным. Длительный выпас скота изменил характер растительности на некоторых заповедных участках, например, луга вдоль Военно-Грузинской дороги превратились во вторичные низкотравные. Передвижение скота, особенно во время сезонных прогонов в начале лета и осенью, беспокоит обитателей лугов. Это антропогенное воздействие — основной фактор уменьшения численности Prometheomys schaposchnikowi и кавказского тетерева. Отчасти домашние животные конкурируют и с дикими копытными — сернами и кавказскими козлами. Также в окрестностях национального парка иногда имеют место случаи браконьерства.

## Научная деятельность
Научные исследования на территории современного Казбегского национального парка начались давно и были систематическими, однако, что характерно и для большинства кавказских природоохранных зон, касались преимущественно ботаники. Первым учёным, который посетил эту местность, стал рижский доктор медицины, а впоследствии российский академик, Иоганн Гюльденштедт. В октябре 1770 года он совершил путешествие из села Земо-Млета через Крестовый перевал к поселениям Коби, Степанцминда и дальше долиной Терека до Моздока. Своей экспедицией он открыл Казбекские горы для других флористов. Впоследствии немало ботаников, путешествуя по Грузии, собирало гербарии в окрестностях Казбека (этому способствовала близость удобного пути — Военно-Грузинской дороги). Среди известных исследователей местной флоры стоит отметить Аполлоса Мусина-Пушкина, Христиана Стевена, Фридриха Паррота, Карла Коха, Франца Рупрехта, Густава Радде, Николая Буша. В советские времена персональный вклад отдельных учёных в исследования стал меньше, а коллекции растений собирали преимущественно в рамках экспедиций и научных программ, которые проводили под руководством крупных учреждений. Например, в 1937 году местную флору исследовала работница Казбегского краеведческого музея Е. Хуцишвили, в 1962—1972 годах — экспедиция Института ботаники Академии наук Грузинской ССР, в 1970—1980-х годах — лаборатория исследовательской геоботаники того же института.

## Культурное наследие и туризм
Население национального парка и ближайших окрестностей относится к грузинскому субэтносу мохевцев, родственного тушетцам и хевсурам. Своё название субэтнос берёт от ущелья Хеви, а расселился он в основном в пределах Главного Кавказского хребта. На протяжении веков мохевцы защищали от вторжения с севера Дарьяльское ущелье, хотя в целом были невоинственными скотоводами. В отличие от других грузинских народностей, мохевцы сохранили древние традиции, к тому же они отличаются особым дружелюбием к иностранцам. Их гостеприимство и обычаи привлекают в Казбегский национальный парк многих как грузинских, так и иностранных туристов. Посетители находят здесь развлечения по вкусу, так как парк может предложить им различные объекты для исследований: живописные пейзажи, высокие и интересные для восхождения альпинистские маршруты, богатый растительный и животный мир, бытовые и религиозные обычаи коренных жителей, в которых тесно сплелись христианские верования и языческие обряды.
В окрестностях парка расположено несколько исторических памятников. Среди них базилика Сиони, церковь Гарбани X века, Гергетская церковь XIV века, Ахалцихская базилика XVII столетия. Этим же веком датируют и фортификационное сооружение — замок Сно в одноимённом селе. Кроме них, в парке можно увидеть много достопримечательностей неживой природы. Особенно славится геологическими и гидрологическими достопримечательностями Трусовская котловина. В ней пять геологических образований признаны отдельными заповедными объектами (Трусовские травертины, Травертины Джварского перевала, клиф Сахизари, минеральное озеро Абано и уже упоминавшийся минеральный источник Кетериси). В дополнение к этим памятникам в Трусовской долине можно увидеть застывший древний лавовый поток и ископаемый лес возрастом 6000 лет, состоящий из окаменелых стволов берёз, тополей и можжевельника.
Поскольку в прошлом Казбегский национальный парк имел статус государственного заповедника, на его территории действовал строгий охранный режим и он не имел собственной туристической инфраструктуры. В конце XX — начале XXI веков её развитие затрудняли военные конфликты на севере Грузии (парк находится недалеко от российско-грузинской государственной границы). После предоставления Казбегскому заповеднику статуса национального парка доступ на его территорию для посторонних лиц открыли, однако большинство туристов организовывало свои поездки самостоятельно. Посетителям были доступны такие формы отдыха, как пешие однодневные экскурсии или многодневные походы с ночёвкой в палатках, конные прогулки, специализированные научные и альпинистские туры. В рамках одного из таких туров группой украинских альпинистов в окрестностях Степанцминды были названы именами Степана Бандеры и Романа Шухевича две безымянные в то время вершины. В мае 2018 года в парке к услугам посетителей открылся туристический центр.